# Geant 4

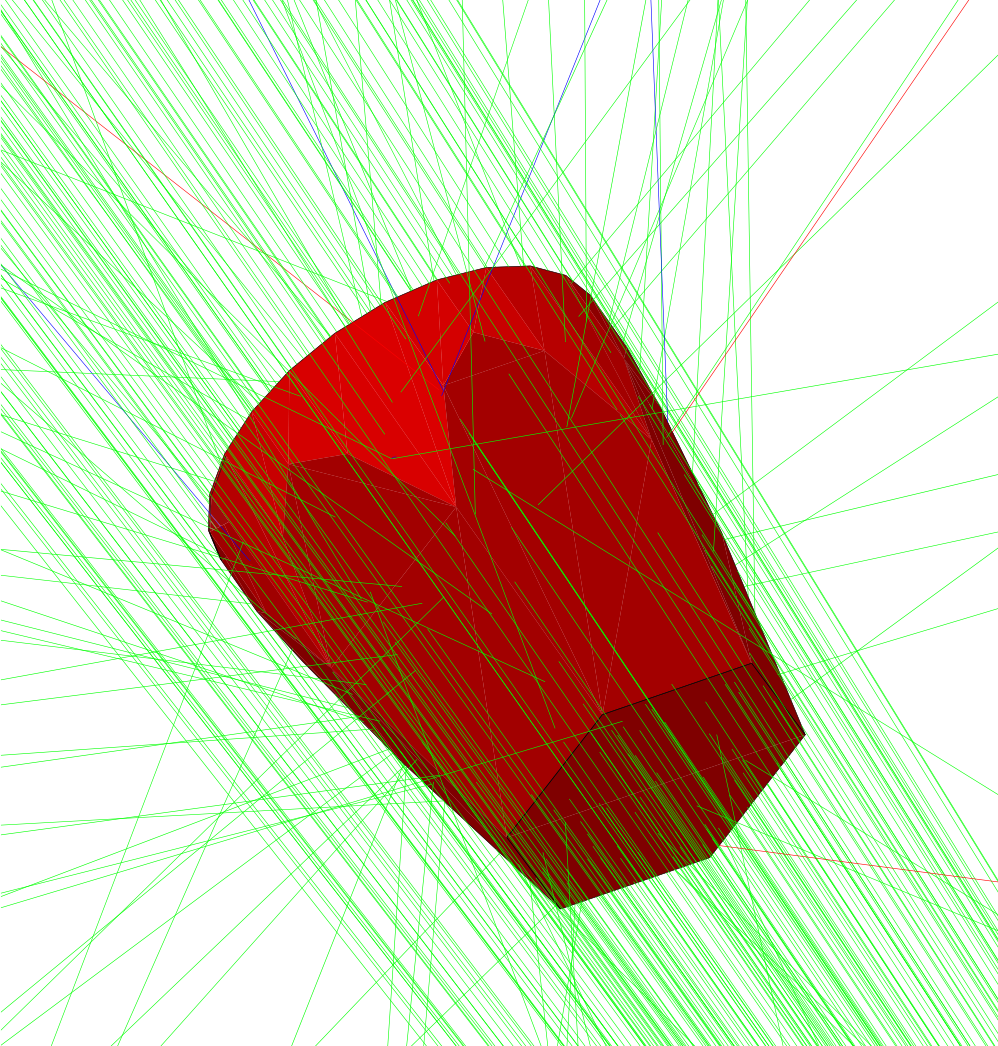

Geant4 es una herramienta informática para la simulación de detectores e interacciones de las partículas elementales con la materia. 
Representa una exitosa experiencia de aplicación de técnicas de ingeniería del software en el campo de la Física de Altas Energías, así como del desarrollo del software distribuido, fue logrado por una gran colaboración internacional de diversos laboratorios, grupos experimentales, universidades e institutos.
Hoy en día es la herramienta escogida por la gran mayoría de los experimentadores en el campo de la Física de Altas Energías, además que también ha sido utilizada en otros campos como son: física nuclear, física de aceleradores, en el diseño de detectores de partículas, en el diagnóstico médico, aplicaciones biológicas y espaciales.